# Nufăr alb
Nufărul alb (latină Nymphaea alba) este o plantă acvatică din familia Nymphaeaceae.

## Descriere

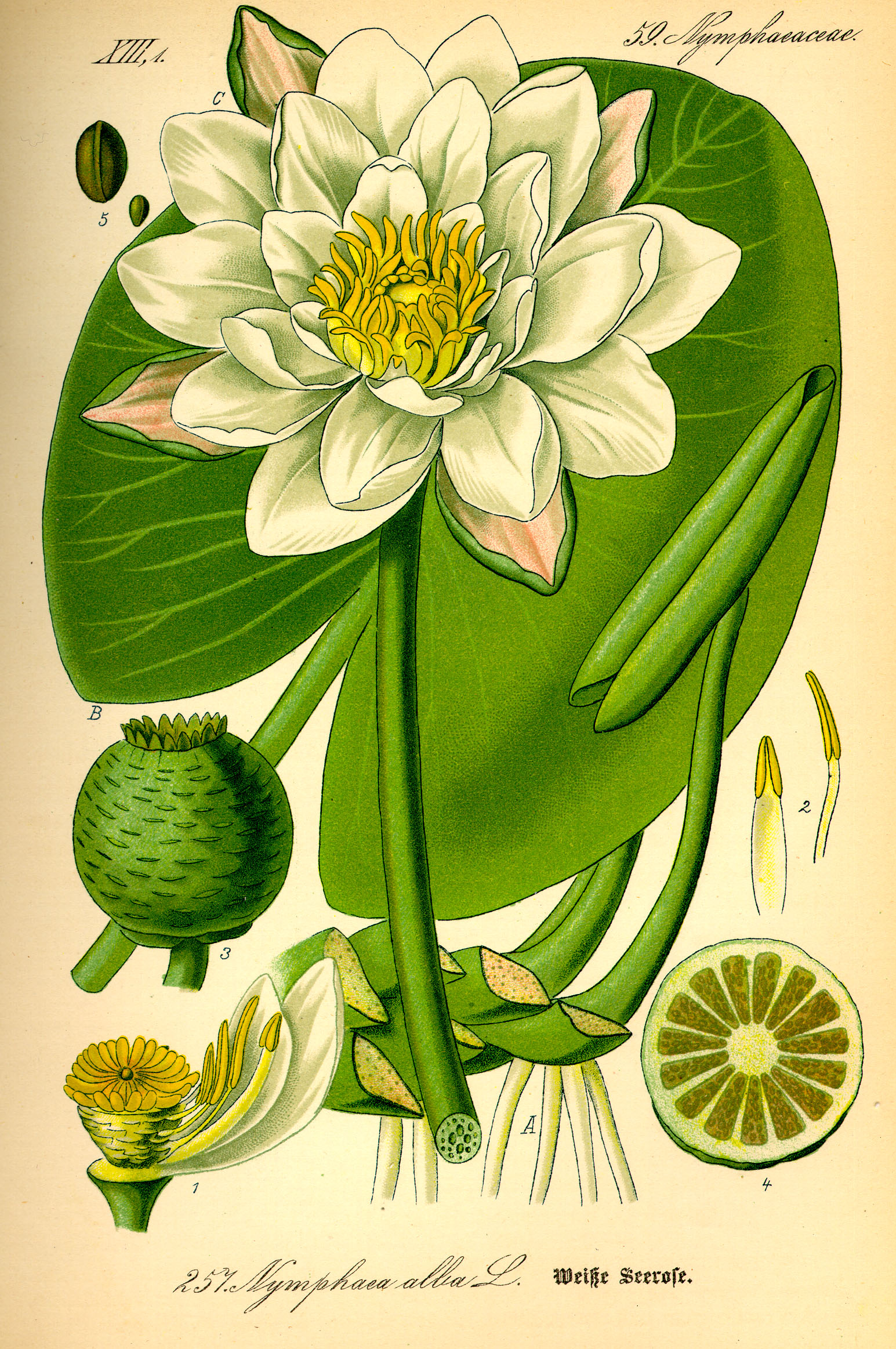
Morfologia

Este plantă acvatică cu rizom gros, fixat, din care cresc frunze foarte lung pețiolate, cu limb ovat, cordat și plutitor. Florile sunt albe, cu 5 sepale mari, verzui și numeroase petale (cca. 10-20). Nufărul alb înflorește în lunile iunie - august.

## Răspândire
Nufărul alb crește în apele stătătoare și lin curgătoare.

## Utilizare
Din această plantă a fost izolat alcaloidul tiobinuforidina care are acțiune antibiotică și antihomonazică. Acest extract este folosit în tratarea infecțiilor vaginale.
Nufărul alb este folosit ca antidiaretic, antidizenteric, antiblenoragic și antitusiv.